# Ambasada Gruzji przy Stolicy Apostolskiej
Ambasada Gruzji przy Stolicy Apostolskiej – misja dyplomatyczna Gruzji przy Stolicy Apostolskiej. Ambasada mieści się w Rzymie.
Ambasador Gruzji przy Stolicy Apostolskiej akredytowany jest również przy Zakonie Kawalerów Maltańskich.

## Historia
Gruzja nawiązała stosunki dyplomatyczne ze Stolicą Apostolską w 1992.